# 塞奇菲爾德 (英國國會選區)
塞奇菲爾德（英語：Sedgefield）是英國國會一郡選區，位於英格蘭達勒姆郡達靈頓外圍、伊辛頓區和塞奇菲爾德區一部。設於1918年，1974年撤銷，1983年恢復。
這裡恢復以來一直是工黨佔優的選區。1983年至2007年一直任當區下議院議員是後來出任首相的貝理雅。2007年6月27日，貝理雅辭去首相及工黨黨魁後同時辭去下議院議員的職務，菲爾·威爾森憑補選勝出。2010年大選中，他以45.1%選票勝出該區連任成功，至2019年敗予保守黨候選人。